# 布拉伊
布拉伊（法語：Bourail，發音：[buʁaj] ⓘ）是法国海外特殊集体新喀里多尼亞南部省的市镇，面积797.6平方千米，2019年1月1日人口为5,531人。

## 地理
布拉伊（21°34'0"S, 165°29'0"E）面积797.6平方千米，位于法国海外特殊集体新喀里多尼亞。
与布拉伊接壤的市镇（或旧市镇、城区）包括：瓦伊卢、莫安杜、波亚。
布拉伊的时区为UTC+11:00。

## 行政
布拉伊的邮政编码为98870，INSEE市镇编码为98803。

## 政治
布拉伊的现任市长为帕特里克·罗伯兰（Patrick Robelin）先生，任期为2020-2026年。

## 人口
布拉伊于2019年1月1日时的人口数量为5531人。